# Maher Al-Sayed
Maher Al-Sayed (en árabe: ماهر السيد‎; Damasco, Siria; 13 de marzo de 1979) es un exfutbolista de Siria que jugaba en la posición de extremo.

## Carrera

### Club
| Periodo   | Club              |
| --------- | ----------------- |
| 1997–1998 | Al-Wahda Damasco  |
| 1999–2002 | Al-Jaish Damasco  |
| 2002–2004 | Al Nasr SC        |
| 2004–2009 | Al-Wahda Damasco  |
| 2009–2012 | Al-Jaish Damasco  |
| 2012      | Al-Arabi Irbid    |
| 2012–2013 | Al-Shorta Damasco |
| 2014–2015 | Al-Wahda Damasco  |

### Selección nacional
Jugó para Siria de 1999 a 2013 con la que anotó 29 goles en 109 partidos, la cual es la mayor cantidad de apariciones con la selección nacional. Formó parte de la selección que participó en los Juegos Asiáticos de 2006.

## Estadísticas

### Goles internacionales
| #  | Fecha      | Sede                   | Rival                  | Resultado | Torneo                                               |
| -- | ---------- | ---------------------- | ---------------------- | --------- | ---------------------------------------------------- |
| 1  | 25-8-1999  | Amán, Jordania         | Emiratos Árabes Unidos | 2–2       | Juegos Panarábicos de 1999                           |
| 2  | 27-8-1999  | Amán, Jordania         | Palestina              | 1–1       | Juegos Panarábicos de 1999                           |
| 3  | 11-4-2000  | Tehran, Irán           | Irán                   | 1–1       | Clasificación para la Copa Asiática 2000             |
| 4  | 11-5-2001  | Aleppo, Siria          | Laos                   | 9–0       | Clasificación para la Copa Mundial de Fútbol de 2002 |
| 5  | 17-12-2002 | Kuwait City, Kuwait    | Yemen                  | 4–0       | Copa de Naciones Árabe 2002                          |
| 6  | 27-9-2003  | Jeddah, Arabia Saudita | Yemen                  | 8–2       | Amistoso                                             |
| 7  | 30-9-2003  | Riad, Arabia Saudita   | Arabia Saudita         | 1–1       | Amistoso                                             |
| 8  | 15-10-2003 | Damasco, Siria         | Sri Lanka              | 5–0       | Clasificación para la Copa Asiática 2004             |
| 9  | 15-10-2003 | Damasco, Siria         | Sri Lanka              | 5–0       | Clasificación para la Copa Asiática 2004             |
| 10 | 18-10-2003 | Damasco, Siria         | Sri Lanka              | 8–0       | Clasificación para la Copa Asiática 2004             |
| 11 | 18-10-2003 | Damasco, Siria         | Sri Lanka              | 8–0       | Clasificación para la Copa Asiática 2004             |
| 12 | 3-6-2004   | Kuwait City, Kuwait    | Kuwait                 | 2–1       | Amistoso                                             |
| 13 | 21-6-2004  | Teherán, Irán          | Irán                   | 1–7       | Campeonato de la WAFF 2004                           |
| 14 | 26-8-2004  | Saná, Yemen            | Yemen                  | 2–1       | Amistoso                                             |
| 15 | 26-8-2004  | Saná, Yemen            | Yemen                  | 2–1       | Amistoso                                             |
| 16 | 8-10-2004  | Doha, Catar            | Catar                  | 2–1       | Amistoso                                             |
| 17 | 25-7-2006  | Damasco, Siria         | Irak                   | 1–2       | Amistoso                                             |
| 18 | 5-8-2006   | Damasco, Siria         | 1977                   | 2–1       | Amistoso                                             |
| 19 | 11-10-2006 | Seoul, Corea del Sur   | Corea del Sur          | 1–1       | Clasificación para la Copa Asiática 2007             |
| 20 | 18-8-2007  | New Delhi, India       | Bangladés              | 2–0       | Copa Nehru 2007                                      |
| 21 | 21-8-2007  | New Delhi, India       | Kirguistán             | 4–1       | Copa Nehru 2007                                      |
| 22 | 25-8-2007  | New Delhi, India       | Camboya                | 5–1       | Copa Nehru 2007                                      |
| 23 | 25-8-2007  | New Delhi, India       | Camboya                | 5–1       | Copa Nehru 2007                                      |
| 24 | 8-10-2007  | Damasco, Siria         | Afganistán             | 3–0       | clasificación para la Copa Mundial de Fútbol de 2010 |
| 25 | 29-12-2008 | Riffa, Bahrain         | Baréin                 | 2–2       | Amistoso                                             |
| 26 | 14-1-2008  | Aleppo, Siria          | China                  | 3–2       | Clasificación para la Copa Asiática 2011             |
| 27 | 14-1-2008  | Aleppo, Siria          | China                  | 3–2       | Clasificación para la Copa Asiática 2011             |
| 28 | 5-7-2011   | Estambul, Turquía      | Jordania               | 3–1       | Amistoso                                             |
| 29 | 17-8-2011  | Sidón, Líbano          | Líbano                 | 3–2       | Amistoso                                             |

## Logros
- Liga Premier de Siria: 4

2001, 2002, 2010, 2014
- Copa de Siria: 2

2002, 2015